# Marriott Edgar

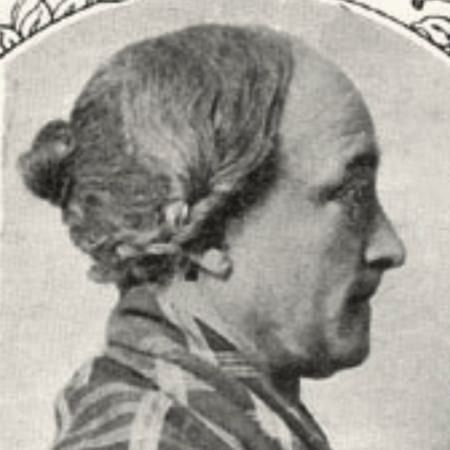
Marriott Edgar durante una pantomima

Marriott Edgar (5 de octubre de 1880 – 5 de mayo de 1951) fue un poeta, guionista y humorista escocés, principalmente conocido por escribir muchos de los monólogos interpretados por Stanley Holloway, en particular los de la serie 'Albert'. En total escribió dieciséis monólogos para Stanley Holloway, en tanto que Holloway únicamente redactó cinco.

## Biografía
Su nombre completo era George Marriott Edgar, y nació en Kirkcudbright, Escocia, siendo sus padres Jane Taylor, nacida en Londres en 1856, y Richard Horatio Marriott Edgar (1847–1894), hijo único de la actriz Alice Marriott (1824–1900). El abuelo de Edgar era James Henry Marriott. Además, Edgar era medio hermano del escritor Edgar Wallace.
En sus inicios Marriott Edgar trabajó pintando escenarios, pero desde 1907 hasta su muerte fue conocido por sus personajes femeninos de pantomima. Durante la Primera Guerra Mundial sirvió en el Regimiento Royal Sussex, y tras la contienda actuó en giras por Australia, Nueva Zelanda y Sudáfrica con su número como dama de pantomima. En 1929 se sumó al reparto del show de variedades The Co-Optimists y trabajó con Stanley Holloway. A principios de los años 1930 ellos fueron a Hollywood, donde Edgar coincidió con su medio hermano Edgar Wallace.
Edgar se casó con Mildred Williams en Brentford en 1904. Tuvieron un hijo, Hindle Edgar (1905–1985), que fue actor. 
Marriott Edgar falleció en Battle, Inglaterra, en el año 1951.

## Monólogos
Holloway ya tenía cierto éxito con el formato del monólogo, cuando Edgar le propuso la pieza The Lion and Albert, que fue una de las piezas más populares del actor.
Los monólogos estaban diseñados para recitarse con un acompañamiento de piano, el cual en muchos casos componía el mismo Edgar. Los textos fueron publicados por Francis, Day & Hunter en los años 1930 en tres colecciones. Todos fueron ilustrados por John Hassall, llegando a ser clásicas algunas de sus imágenes. Las composiciones de Edgar fueron:
- Albert 'Arold and Others, interpretado por Stanley Holloway y Marriott Edgar[6]
  - The Lion and Albert
  - Runcorn Ferry
  - Three Ha'pence a Foot
  - The Battle of Hastings
  - Marksman Sam
  - Albert and the 'Eadsman
  - The Return of Albert
  - Goalkeeper Joe
  - Gunner Joe
  - The Jubilee Sov'rin
  - The Magna Charter
  - Little Aggie
- Albert and Balbus and Samuel Small, escrito e interpretado por Marriott Edgar][7]
  - The 'Ole in the Ark
  - Sam's Racehorse
  - George and the Dragon
  - The Recumbent Posture
  - The Channel Swimmer
  - Asparagus
  - Uppards
  - Joe Ramsbottom
  - Burghers of Calais
  - Balbus
  - Jonah and the Grampus
- Normans and Saxons and Such – some Ancient History][8]
  - Canute the Great 1017–1035
  - William Rufus 1087–1100
  - Queen Matilda 1100–1135
  - The Fair Rosamond 1154–1189
  - Richard Cœur-de-Lion 1189–1199
  - Henry the Seventh 1485–1509

## Filmografía como guionista (selección)
- 1935 : Rolling Home
- 1936 : Windbag the Sailor
- 1937 : Oh, Mr Porter!
- 1937 : O-Kay for Sound
- 1937 : Good Morning, Boys
- 1937 : Said O'Reilly to McNab
- 1938 : Convict 99
- 1938 : Alf's Button Afloat
- 1938 : Old Bones of the River
- 1939 : Ask a Policeman
- 1939 : The Frozen Limits
- 1940 : Charley's (Big-Hearted) Aunt
- 1940 : Band Waggon
- 1940 : Where's That Fire?
- 1941 : The Ghost Train
- 1941 : Gasbags
- 1941 : Hi Gang!
- 1941 : I Thank You
- 1942 : Back-Room Boy
- 1942 : King Arthur Was a Gentleman
- 1943 : Miss London Ltd.
- 1944 : Bees in Paradise